# Marten Oosting
Marten Oosting (Winschoten, 11 november 1943) is een Nederlands voormalig hoogleraar, Nationale Ombudsman en lid van de Raad van State.
Van 1 oktober 1987 tot 1 oktober 1999 fungeerde hij als de Nationale Ombudsman. 
Voorts is Oosting diverse malen voorzitter van onderzoekscommissies (geweest). Zo was hij voorzitter van de commissie die de vuurwerkramp in Enschede onderzocht en bekleedde hij van april 2015 tot 9 december 2015 en opnieuw van maart tot mei 2016 het voorzitterschap van de onderzoekscommissie ontnemingsschikking (affaire rond schikking met crimineel Cees H.).